# جيرالد توماس
جيرالد توماس (بالبرتغالية: Gerald Thomas) هو مخرج برازيلي، ولد في 1 يوليو 1954 في نيويورك في الولايات المتحدة.